# Tarte de arroz e estragão
A tarte de arroz e estragão em massa folhada é um prato típico da culinária da Geórgia. Os georgianos usam o estragão, a que eles chamam tarkhuna (ტარხუნა, em língua georgiana), com frequência, tanto em guisados, como com peixe e em saladas; na Geórgia prepara-se ainda uma bebida não alcoólica com esta planta, que fica com uma cor verde-esmeralda. 
Esta tarte é muito popular na Geórgia e prepara-se cozendo arroz em água com sal, que depois se mistura com ovos cozidos e picados e um refogado feito fritando folhas de estragão e cebolinhos, tudo picado, em óleo. Estende-se massa folhada numa camada fina e cobre-se um tabuleiro de ir ao forno, deixando uma margem de massa de todos os lados; coloca-se o recheio de arroz e estragão e dobram-se as abas sobre ele; estende-se outro retângulo de massa para cobrir completamente o recheio e as abas e picam-se os cantos da preparação. Pinta-se a superfície da massa com uma mistura de gemas de ovos e manteiga derretida e põe-se a cozer no forno até a massa ficar dourada e as folhas separadas.